# یاپ بولدر
یاپ بولدر (هلندی: Jaap Bulder; ۲۷ سپتامبر ۱۸۹۶ – ۳۰ آوریل ۱۹۷۹) بازیکن فوتبال اهل هلند بود.
وی همچنین در تیم ملی فوتبال هلند بازی کرده‌است.
وی در مسابقات کشوری و بین‌المللی در مجموع برندهٔ ۱ مدال برنز شده‌است.